# Aucklandella machimia
Aucklandella machimia är en stekelart som först beskrevs av Cameron 1898.  Aucklandella machimia ingår i släktet Aucklandella och familjen brokparasitsteklar. Inga underarter finns listade.